# Bernard King (basket-ball, 1956)
Pour les articles homonymes, voir Bernard King (basket-ball, 1981) et King.
Bernard King (né le 4 décembre 1956 à Brooklyn, New York) est un joueur américain de basket-ball. Pendant sa carrière, il joue au poste d'ailier et est considéré comme l'un des meilleurs marqueurs de l'histoire de la ligue. Son plus jeune frère, Albert, dispute neuf saisons en NBA entre 1981 et 1992.

## Carrière
Bernard King évolue dans l'équipe des Volunteers de l'université du Tennessee puis est sélectionné au 7e rang de la draft 1977 par les Nets de New York, relocalisés quelques mois plus tard à Uniondale dans le New Jersey, devenant alors les Nets du New Jersey.
King est sélectionné dans la NBA All-Rookie Team en 1978, grâce à ses 24,2 points de moyenne. Il termine meilleur marqueur de la saison 1984-1985 avec 32,9 points par match et est sélectionné à deux reprises dans la All-NBA First Team en 1984 et 1985, dans la All-NBA Second Team en 1982 et la All-NBA Third Team en 1991 et est sélectionné quatre fois pour le NBA All-Star Game en 1982, 1984, 1985 et 1991.
Le 31 janvier 1984, sous le maillot des Knicks, King devient le premier joueur depuis 1964 à inscrire au moins 50 points lors de deux matchs consécutifs. La saison suivante, le 25 décembre 1984, King inscrit 60 points face aux New Jersey Nets, devenant le 10e joueur de l'histoire de la NBA à inscrire au moins 60 points en un match.
Alors au sommet de sa carrière, King subit une grave blessure aux ligaments du genou lors d'un match face aux Kings de Kansas City le 23 mars 1985, lui faisant manquer l'intégralité de la saison 1985-1986 et qui pénalisa ensuite gravement la nature de son jeu explosif. En dépit des 22,7 points de moyenne inscrits lors des six matchs pour son retour lors de la saison 1986-1987, il est clair qu'il avait perdu sa vivacité, incitant les Knicks de New York à se séparer de lui à l'issue de la saison. Cependant, King connaît un retour réussi avec les Bullets de Washington, augmentant sa moyenne de points lors de chacune de ses saisons avec l'équipe, rejouant un All-Star Game une dernière fois en 1991, l'année de sa dernière saison complète en NBA. En janvier 1991, il marque 49 points au Madison Square Garden face aux Knicks de New York. Après cette performance, il se présente en conférence de presse au bord des larmes avant d'affirmer que cette performance « complétait » son retour. Après une année et demie perturbée par les blessures et un dernier passage de 32 matchs avec les Nets du New Jersey lors de la saison 1992-1993, des problèmes aux genoux obligent King à prendre sa retraite. Il a inscrit 19 665 points en 874 rencontres, pour une moyenne de 22,5 points par match durant sa carrière.

## Post-carrière
Le 13 février 2007, le numéro 53 de Bernard King est retiré à la mi-temps du match Tennessee-Kentucky. Son maillot est le premier retiré par les Volunteers, avant celui de Ernie Grunfeld, son ancien coéquipier. À la fin des années 1970, l'équipe universitaire de Tennessee était connue sous le surnom de "Ernie and Bernie Show" (en référence à Ernie Grunfeld et King) et est considéré comme l'âge d'or des Volunteers.
Lors du NBA All-Star Game 2006, un panel de consultants de la chaîne TNT sélectionne Bernard King dans une liste nommée "Next 10", qui constitue une liste officieuse de 10 joueurs supplémentaires aux 50 meilleurs joueurs de la NBA pour fêter le 60e anniversaire de la NBA.
En 2004, King est nommé pour l'élection du Naismith Memorial Hall Of Fame, mais ne fut pas retenu.
Il entre au Hall Of Fame en septembre 2013 en compagnie, entre autres, de l'ancien joueur des Seattle SuperSonics Gary Payton et du Brésilien Oscar Schmidt.

## Statistiques
gras = ses meilleures performances

### Universitaires
Statistiques en université de Bernard King
| Saison    | Équipe    | Matchs | Titul. | Min./m | % Tir | % 3pts | % LF | Rbds/m. | Pass/m. | Int/m. | Ctr/m. | Pts/m. |
| --------- | --------- | ------ | ------ | ------ | ----- | ------ | ---- | ------- | ------- | ------ | ------ | ------ |
| 1974-1975 | Tennessee | 25     | —      | —      | 62,2  | —      | 78,2 | 12,3    | 1,6     | —      | —      | 26,4   |
| 1975-1976 | Tennessee | 25     | —      | —      | 57,3  | —      | 66,9 | 13,0    | 1,6     | —      | —      | 25,2   |
| 1976-1977 | Tennessee | 26     | —      | —      | 57,8  | —      | 71,2 | 14,3    | 3,2     | —      | —      | 25,8   |
| Carrière  | Carrière  | 76     | —      | —      | 59,0  | —      | 71,9 | 13,2    | 2,1     | —      | —      | 25,8   |

### Professionnelles

#### Saison régulière
Légende :
| Meilleur joueur de cette catégorie statistique de la saison |

Statistiques en saison régulière de Bernard King
| Saison        | Équipe        | Matchs | Titul. | Min./m | % Tir | % 3pts | % LF | Rbds/m. | Pass/m. | Int/m. | Ctr/m. | Pts/m. |
| ------------- | ------------- | ------ | ------ | ------ | ----- | ------ | ---- | ------- | ------- | ------ | ------ | ------ |
| 1977-1978     | New Jersey    | 79     | 79     | 39,1   | 47,9  | —      | 67,7 | 9,5     | 2,4     | 1,5    | 0,5    | 24,2   |
| 1978-1979     | New Jersey    | 82     | 80     | 34,9   | 52,2  | —      | 56,4 | 8,2     | 3,6     | 1,4    | 0,5    | 21,6   |
| 1979-1980     | Utah          | 19     | 10     | 22,1   | 51,8  | —      | 54,0 | 4,6     | 2,7     | 0,4    | 0,2    | 9,3    |
| 1980-1981     | Golden State  | 81     | 79     | 36,0   | 58,8  | 33,3   | 70,3 | 6,8     | 3,5     | 0,9    | 0,4    | 21,9   |
| 1981-1982     | Golden State  | 79     | 77     | 36,2   | 56,6  | 20,0   | 70,5 | 5,9     | 3,6     | 1,0    | 0,3    | 23,2   |
| 1982-1983     | New York      | 68     | 68     | 32,5   | 52,8  | 0,0    | 72,2 | 4,8     | 2,9     | 1,3    | 0,2    | 21,9   |
| 1983-1984     | New York      | 77     | 76     | 34,6   | 57,2  | 0,0    | 77,9 | 5,1     | 2,1     | 1,0    | 0,2    | 26,3   |
| 1984-1985     | New York      | 55     | 55     | 37,5   | 53,0  | 10,0   | 77,2 | 5,8     | 3,7     | 1,3    | 0,3    | 32,9   |
| 1986-1987     | New York      | 6      | 4      | 35,7   | 49,5  | —      | 74,4 | 5,3     | 3,2     | 0,3    | 0,0    | 22,7   |
| 1987-1988     | Washington    | 69     | 38     | 29,6   | 50,1  | 16,7   | 76,2 | 4,1     | 2,8     | 0,7    | 0,1    | 17,2   |
| 1988-1989     | Washington    | 81     | 81     | 31,6   | 47,7  | 16,7   | 81,9 | 4,7     | 3,6     | 0,8    | 0,2    | 20,7   |
| 1989-1990     | Washington    | 82     | 82     | 32,8   | 48,7  | 13,0   | 80,3 | 4,9     | 4,6     | 0,6    | 0,1    | 22,4   |
| 1990-1991     | Washington    | 64     | 64     | 37,5   | 47,2  | 21,6   | 79,0 | 5,0     | 4,6     | 0,9    | 0,3    | 28,4   |
| 1992-1993     | New Jersey    | 32     | 2      | 13,4   | 51,4  | 28,6   | 68,4 | 2,4     | 0,6     | 0,3    | 0,1    | 7,0    |
| Carrière      | Carrière      | 874    | 795    | 33,7   | 51,8  | 17,2   | 73,0 | 5,8     | 3,3     | 1,0    | 0,3    | 22,5   |
| All-Star Game | All-Star Game | 4      | 1      | 21,0   | 47,4  | —      | 69,2 | 4,3     | 2,3     | 0,8    | 0,5    | 11,3   |

#### Playoffs
Légende :
| Meilleur joueur de cette catégorie statistique de la saison |

Statistiques en playoffs de Bernard King
| Saison   | Équipe     | Matchs | Titul. | Min./m | % Tir | % 3pts | % LF | Rbds/m. | Pass/m. | Int/m. | Ctr/m. | Pts/m. |
| -------- | ---------- | ------ | ------ | ------ | ----- | ------ | ---- | ------- | ------- | ------ | ------ | ------ |
| 1979     | New Jersey | 2      | 2      | 40,5   | 50,0  | —      | 41,7 | 5,5     | 3,5     | 2,0    | 0,0    | 26,0   |
| 1983     | New York   | 6      | 6      | 30,7   | 57,7  | 33,3   | 80,0 | 4,0     | 2,2     | 0,3    | 0,0    | 23,5   |
| 1984     | New York   | 12     | 12     | 39,8   | 57,4  | 0,0    | 75,6 | 6,2     | 3,0     | 1,2    | 0,5    | 34,8   |
| 1988     | Washington | 5      | 4      | 33,6   | 49,1  | —      | 81,0 | 2,2     | 1,8     | 0,6    | 0,0    | 13,8   |
| 1993     | New Jersey | 3      | 1      | 8,0    | 57,1  | —      | —    | 0,3     | 0,0     | 0,3    | 0,0    | 2,7    |
| Carrière | Carrière   | 28     | 25     | 33,4   | 55,9  | 25,0   | 72,9 | 4,3     | 2,3     | 0,9    | 0,2    | 24,5   |

## Bernard King dans la culture populaire
- Bernard King est apparu dans le film Fast Break en 1979 dans le rôle de "Hustler". King joua également des rôles dans les séries télévisées Miami Vice, dans le rôle de "Matt Ferguson", le fils d'un juge, interprété par l'ancien joueur NBA Bill Russell dans l'épisode "The Fix".
- Dans la série, X-Files : Aux frontières du réel, le personnage de Fox Mulder (interprété par David Duchovny), joue une scène de flashback dans l'épisode Les Petits Hommes verts (Little Green Men), où il porte un maillot floqué du numéro 30 de Bernard King aux Knicks de New York. Cependant, c'est un anachronisme, car il est établi que Mulder est né en 1961 et, à l'âge de 12 ans, cela aurait placé l'année de cette scène en 1973, quatre ans avant que Bernard King n'intègre la NBA.
- Son nom est mentionné dans la chanson "Dirty NY" du rappeur Cormega.
- Son nom est mentionné dans la chanson "A Million" du rappeur Slick Pulla.
- Son nom est mentionné dans la chanson "Basketball" de Kurtis Blow.
- Son nom est mentionné dans la chanson "God Send" de Pharoahe Monch.
- Son maillot des New York Knicks est porté dans la série Entourage de HBO. Doug Ellin dit que King est l'une de ses idoles[5].
- Dans le film de 1986 de Spike Lee She's Gotta Have It, le personnage interprété par Lee, Mars Blackmon, mentionne dans une conversation avec le personnage interprété par Tommy Hicks que Bernard King a marqué 35 points pour les New York Knicks contre les Boston Celtics.
- Dans le film Les blancs ne savent pas sauter, le nom de Bernard King est mentionné par le personnage interprété par Wesley Snipes, Sidney Deane.

## Pour approfondir
- Liste des meilleurs marqueurs en NBA en carrière.
- Liste des meilleurs marqueurs en NBA par saison.
- Liste des joueurs NBA ayant perdu le plus de ballons en carrière.
- Liste des joueurs de NBA avec 60 points et plus sur un match.